# 社会主义好
《社會主義好》是中华人民共和国一首红色歌曲。

## 歌词
《社会主义好》歌词一共分四段。第一段「社会主义好」；第二段「共产党好」；第三段重复「社会主义好」，主张「社会主义江山人民保」；第四段重复「共产党好」，主张「共产党领导中国富强了」。
1、2同調，3、4同調。按1＋3，2＋4次序輪唱歌词第3段有一句“右派分子想反也反不了”，是這首歌曲的主題。1982年，时任石家庄地委办公室干部栗战书致信胡耀邦，建议修改此句。胡耀邦和原填词人希扬去世多年后，2009年，最终被改为“反动分子想反也反不了”。

## 历史沿革
1957年「反右運動」結束後，當局認為反右鬥爭獲得偉大勝利。在此背景下由希揚作詞，李煥之作曲的歌曲《社会主义好》誕生。此曲一经发表就在全国传唱，曾在1958年成為中央人民廣播電台每天多次播放的歌曲。
1959年大躍進後發生三年饥荒，中央人民廣播電台停止播放《社会主义好》，中小学音乐课也不再教唱这首歌。中共宣传主旋律转为“同甘苦，共呼吸，团结友爱最亲密”（纪录片《为了六十一个阶级兄弟》主题曲）。
周恩来总理曾经在天安门广场带领群众唱过此曲。
文化大革命期间，这首歌被指控为“阶级斗争熄灭论的样板”，从此销声匿迹。1982年，栗战书向《人民日报》致信被刊登，题为《建议全国人民大唱<社会主义好>》，其中栗战书提出“迅速在全国人民中普及这首歌。报刊、广播、电视台，所有机关、厂矿、部队、大中小学等，都要教唱这首歌。”
十一届三中全会停止使用“以阶级斗争为纲”等政治口号。此前“反动”作为反共、反党、反革命的代名词被刑事化，“思想反动”是刑事判决书上常用罪名。1997年沿用70年的“反革命罪”易名，两年后“反革命”一词从宪法删除。“反动派”、“反动分子”和“反革命分子”都被停用。不過歌词中的 “右派分子”依然於2009年被改为“反动分子”，而且歌詞被改時原詞作者已經去世。
1957年原歌并无英文版本，也没有流传国外或在国内用英语演唱。没有原作者授权英文翻译的报道。
2012年後薄熙来在重庆掀起唱紅歌熱潮，《社會主義好》又再次被人广泛唱起，并被中宣部定為百首愛國主義歌曲之一。

## 翻唱
- 《社会主义好》在中央广播电台停止播出50年后，在重庆市唱红歌运动中被重新唱起。随后朝鲜牡丹峰乐团艺术家用中文演唱《社会主义好》，连后来成为朝鲜第一夫人的牡丹峰演员李雪主，也在演唱会用中文表演《社会主义好》。
- 1992年中国摇滚歌手张楚将这首主旋律的歌曲改编成了摇滚曲风，收录在《红色摇滚》专辑中。